# Ligne de Poinson - Beneuvre à Langres
La ligne de Poinson - Beneuvre  à Langres est une ligne de chemin de fer française à écartement standard et à voie unique non électrifiée. Elle dessert le plateau de Langres de 1883 à 1955. 
Mise en service en 1883 par la Compagnie des chemins de fer de l'Est, elle est exploitée en affermage par la Société générale des chemins de fer économiques (SE) de 1934 à sa fermeture en 1955.
Elle constitue la ligne 842 000 du réseau ferré national. Elle est numérotée 54 par la Compagnie des chemins de fer de l'Est et 259 par l'ancienne région -Est de la SNCF.

## Historique
La ligne est concédée à la Compagnie des chemins de fer de l'Est par une convention signée le 31 décembre 1875 entre le ministre des Travaux Publics et la Compagnie. Cette convention est approuvée à la même date par une loi qui déclare la ligne d'utilité publique.
Elle présente la particularité d'être affermée dès le 1er janvier 1934 par la compagnie de l'Est à la SE, qui assure de fait son exploitation jusqu'à sa fermeture, le 1er avril 1955 pour le service voyageurs et le 1er décembre 1963 pour le service marchandises.
Le court tronçon de Langres à Langres-Bonnelle est fermé le 3 avril 1972, et déposé l'année suivante.

## Ambulant postal

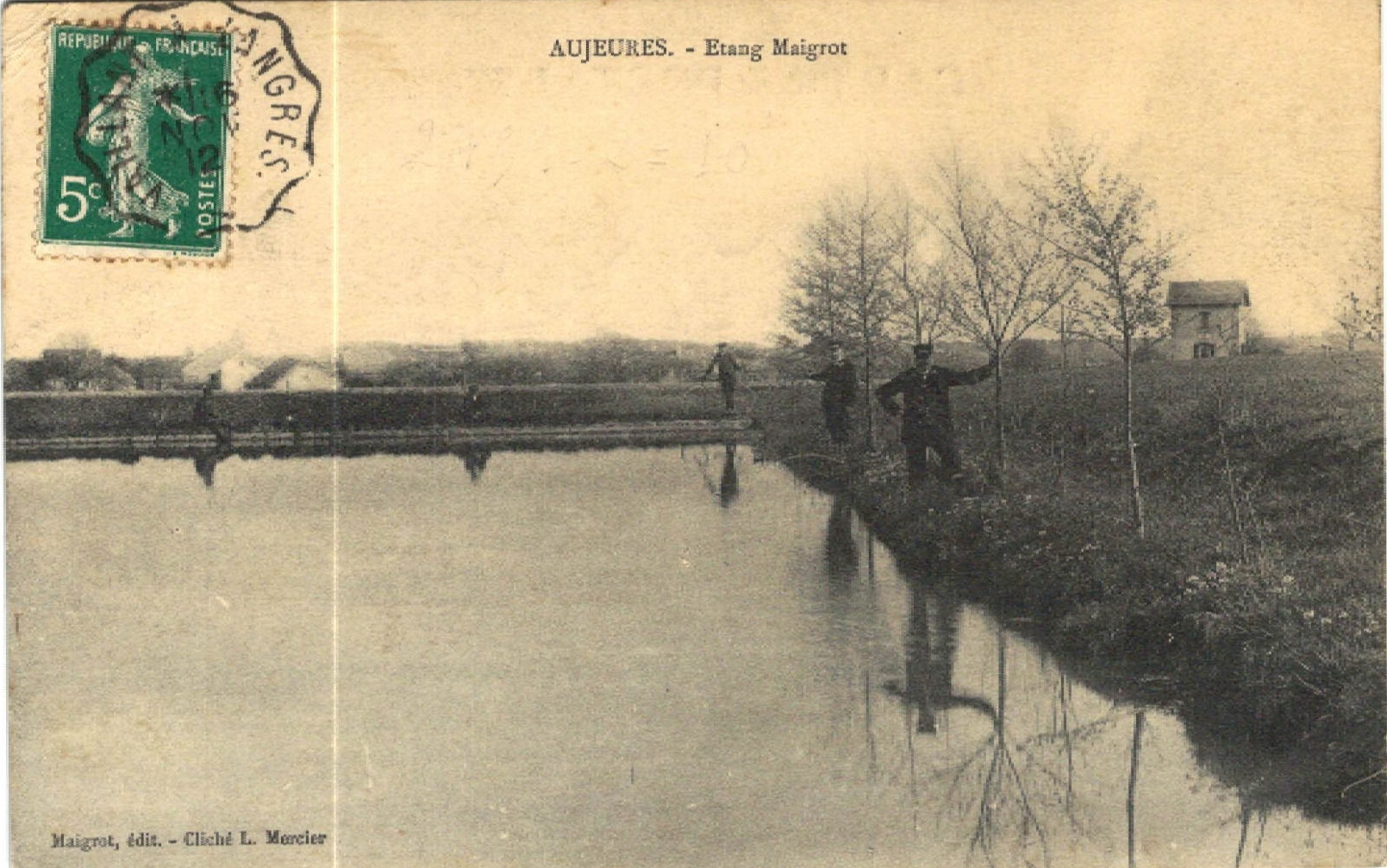
Timbre à date crénelé d'ambulant postal sur la partie de Vaillant à Langres daté du 16 novembre 1912.

Un service d' ambulant postal fonctionne sur cette ligne avant la Première Guerre mondiale. Les lettres sont déposées dans les gares et, dans le train, un employé oblitère la lettre avec un timbre à date rond à créneaux, typique des cachets d'ambulants postaux français du début du XXè siècle.

### Dates de déclassement
- Poinson - Beneuvre à Langres-Bonnelle (PK 280,677 à 319,945) : 19 octobre 1967[3].
- Langres-Bonnelle à Langres (PK 319,945 à 325,955) : 24 février 1975[4].

## Infrastructure

### Tracé, parcours
Au départ de la gare de Langres-Marne, point d'arrêt des trains de la « grande » ligne 4 Paris - Belfort, elle commence l'ascension du plateau où se trouve la citadelle de Langres, pour desservir une gare plus proche de la ville, à Langres-Bonnelle. Elle poursuit ensuite son trajet en se dirigeant vers le sud-ouest, jusqu'à la gare de Poinson-Beneuvre, à cheval sur les départements de la Haute-Marne et de la Côte-d'Or, point d'arrêt des trains de la ligne 25 Troyes - Gray via Châtillon-sur-Seine et Is-sur-Tille.

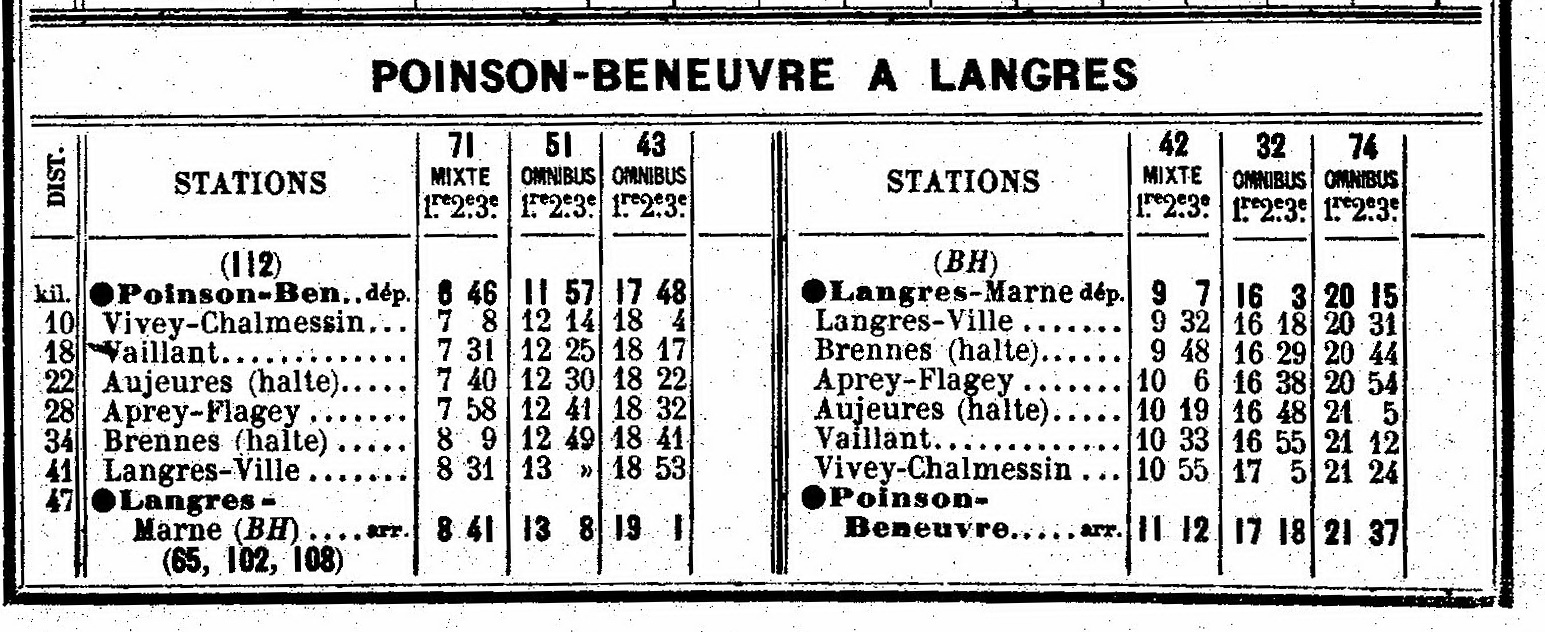
Horaires de la ligne en mai 1914

## État actuel
Une voie verte est aménagée de Langres à Brennes (10 km avec traversée de Saints-Geosmes par la rue du village).